# Антипин, Михаил Ювенальевич
Михаил Ювенальевич Антипин (25 августа 1951, Москва — 19 февраля 2013, Москва) — советский и российский учёный-химик, член-корреспондент РАН.

## Биография
В 1973 г. окончил химический факультет МГУ. Кандидат химических наук (1981) доктор химических наук (1989).
- 1973—1976 гг. — во ВНИИ переработки нефти,
- с 1976 г. — в Институте элементоорганических соединений (ИНЭОС) им. А. Н. Несмеянова РАН,
- с 1995 г. — заведующий Лабораторией ИНЭОС РАН и руководитель Центра рентгеноструктурных исследований ОХМН РАН,
- с 1993 г. — профессор химического факультета Российского университета дружбы народов.

Член-корреспондент РАН по специальности «физическая химия» с 1997 г. Член Отделения химии и наук о материалах. Автор более 300 научных работ в том числе:
- «Современные методы рентгенодифракционных исследований монокристаллов в решении проблем структурной химии» (1994, в соавторстве),
- «Рентгенодифракционные исследования и поиск структурных закономерностей в рядах родственных элементоорганических и координационных соединений» (1997, в соавторстве).

Под его руководством защищено 30 кандидатских и 8 докторских диссертаций. Член редколлегии журналов «Известия РАН, серия химическая», «Успехи химии», «Кристаллография», член ряда диссертационных советов, председатель и член оргкомитета ряда всероссийских и международных конференций и совещаний. Являлся руководителем ряда Всероссийских и международных научных проектов и грантов (РФФИ, МНТЦ, INTAS, CRDF, Copernicus).
Основные исследования — в области структурной химии и кристаллохимии органических, элементоорганических и координационных соединений, строения низкоплавких и нестабильных соединений, изучение распределения электронной плотности и природы химической связи в различных классах соединений с использованием высокоточных низкотемпературных рентгенодифракционных данных. Разработал методы низкотемпературного рентгеноструктурного анализа, развил новые подходы к изучению распределения электронной плотности.
В 1992 г. получил (в соавторстве) премию Российской академии наук им. Е. С. Федорова за работы по кристаллографии, в 1994 г. — лауреат стипендии им. Капицы Королевского химического общества (Великобритания).
Скончался 19 февраля 2013 года. Похоронен на Востряковском кладбище  (участок 107) .